# سعادت علي خان الأول
بُرۡهَانُ المُلۡكِ مِيۡرُ مُحَمَّدۡ أَمِيۡن سَعَادَتُ عَلِيُّ خَانۡ بَهَادُرۡ جُنۡگ بۡنُ مُحَمَّدٍ نَصِيۡرَ المُوۡسَوِيُّ النَّيۡشاپُوۡرِيُّ (بالفارسيَّة: بُرهَانُ المُلْکِ مِیْر مُحَمَّد امِیْن سَعَادَت‌عَلِی‌خَان بَهَادُر جُنگ مُوسَوِی نَیشَابُورِی، وبالأرديَّة: بُرہَانُ المُلْکِ مِیْر مُحَمَّد امِیْن سَعَادَت عَلِی خَانْ بَهَادُر جُنْگ مُوسَوِی نَیْسابُورِی) (ق. 1090هـ - 9 ذو الحجَّة 1151هـ المُوافق فيه ق. 1680م - 19 آذار (مارس) 1739م) الشَّهير اختصارًا بـ«سعادت علي خان الأول» أو «برهان الملك» أو «مير محمد أمين»، هو من مُلُوك الهند ومؤسِّس دولة أوده التي حكمت في الديار الهنديَّة لما يُقارب مائة وثلاثين عامًا وشهدت ازدهارًا ثقافيًا ونهضةً حتَّى أضحت مهدًا للعلم والأدب والفُنُون إلى أن انقضى أجلها مع الاحتلال البريطاني للهند.
وُلد سعادت علي خان الأوَّل سنة ق. 1090هـ المُوافقة لِسنة ق. 1680م لِلقائد «مُحمَّد نصير النيشاپو‌ري» في الدولة الصفويَّة، اضطرت أُسرة سعادت خان للارتحال إلى الديار الهنديَّة عقب قرار الشَّاه الصفوي «سُلطان حُسين» بِإبعاد جماعةٍ من النُّبلاء. تولَّى سعادت علي خان في أول أمره عدَّة مناصب إداريَّة وعسكريَّة في دولة الهند المغوليَّة إلى أن جلس السُّلطان «مُعين الدين فرُّخسير» على تخت المُلك؛ فسار سعادت خان إلى العاصمة دلهي وعُيِّن قائدًا على أحد الأفواج السُلطانيَّة. وفي سنة 1131هـ المُوافقة لِسنة 1719م شارك في حملات عسكريَّة كُبرى ضد المُراثيين لِترسيخ أركان سلطنة آل بابُر في الديار الهنديَّة؛ فأثارت كفائتُه العسكريَّة وحُسن سيرته إعجاب أمير الأُمراء «حُسين علي خان برها» فكلَّفه بقيادة الجُند في راجستان. وفي هذه الفترة شهدت البلاد تمردًا قاده جماعة من الإقطاعيين وكان جُلُّهم من الراجپوت والزُّط إلَّا أن سعادت خان تمكَّن من إنهاء التمرُّد واستعادة النظام؛ ولقاء نجاحه تمَّت ترقيتُهُ لِيكون قائدًا رفيعًا في الجيش. ومع نهاية سنة 1719م شهدت السَّلطنة صراعًا مُستعرًا وحادًّا بين فصائل البلاط: «الأخوان السادة» و«الفصيل الطوراني»، وقد مال سعادت خان إلى جهة الطُّورانيين، وقيل أن هواهُ كان معهُم بِسبب غضبه من مقتل السُّلطان «مُعين الدين فرُّخسير» على يد الأخوين السَّادة. انتهى الصِّراع بِهزيمة الأخوين السَّادة ونصرٍ للقُوى المُعارضة، عندها عقد السُّلطان «ناصر الدين محمدشاه» مجلسًا كرَّم فيه سعادت علي خان والقادة الآخرين.
تدرَّج سعادت علي خان في الرُّتب والمناصب حتى كُلَّف بحُكم صوبة أغرة سنة 1132هـ المُوافقة لِسنة 1720م وقاد منها حملاتٍ عسكريَّة وهجماتٍ مُتكرِّرة لِإخماد نيران التَّمرُّدات والفتن التي أنهكت المُلُوك وأثقلت كاهل القادة والأُمراء، وقد تمَّ له النَّصر في أمره فَفتح حُصُون المُتمرِّدين وألحق بهم هزيمةً نكراء، وقد عُرِف بِألقاب عدَّة أبرزُها: «بُرهان المُلك» أو «بهادُر جُنگ» ومعناها بالفارسيَّة «شُجاع الحرب». بعدها توجهت أنظار سعادت علي خان صوب أوده التي كانت تحت هيمنة الشيخزاديَّة حتَّى دانت له مقادير المُلك فيها فأرسى أركان حُكمه وأعلن منها دولته التي عرفت بـ«دولة أوده» التي قُدِّر لها أن تكون إحدى أهمِّ الدُّول في شبه القارَّة الهنديَّة إذ تبلورت فيها ثقافةٌ فريدةٌ في ظلِّ حُكم سُلالة مُسلمة شيعيَّة جعلت من مُدُنها نموذجًا يُحتَذَى به في الرُّقي والعُمران ولعبت دورًا هامًا في تاريخ البلاد الهنديَّة. تُوفِّي المؤسِّس سعادت علي خان الأول في 9 ذو الحجَّة 1151هـ المُوافق فيه 19 آذار (مارس) 1739م، وعُرِف بُعيد وفاته بِلقب «خُلد أشيان» ومعناه «ساكن جنة الخُلد».

## النشأة
لم يتم تسجيل تاريخ ميلاد سعادت علي خان. وفقًا للمؤرخ أشيربادي لال سريفاستافا، وُلد خان في عام 1680 ميلادية واسمه عند ولادته هو مير محمد أمين. والده مير محمد ناصر تاجر في خراسان. كان لخان أخ أكبر هو مير محمد باقر. كان أحد أسلافهم المسمى مير شمس الدين وهو سيد - من نسل الرسول (ص) - وقاضي إسلامي في نيسابور. الذي كان من نسل الجيل الحادي والعشرين للإمام موسى الكاظم، الإمام السابع. كما لم يسجل أي مؤرخ أي أحداث في بدايات حياة خان.
بدأت السلالة الصفوية في التدهور في منتصف القرن السابع عشر.  نفور السلطان حسين (آخر ملك صفوي) نبل بلاطه، وانخفضت أسرة خان في الفقر. لتجربة حظه في الهند، هاجر والد خان وشقيقه الأكبر إلى البنغال في أواخر عام 1707 في عهد الإمبراطور المغولي بهادر شاه الأول. ومن هناك ذهبوا إلى بيهار واستقروا في باتنا وحصلوا على إعانة من قبل مرشد قلي خان. في هذا الوقت ، عاش خان في نيسابور. هاجر خان إلى الهند بحثًا عن عمل. وفقًا للمؤرخ غلام علي وصل إلى باتنا عام 1708 أو 1709. توفي والد خان قبل وصوله ودُفن "على مسافة من منزله الجديد". في عام 1809، بدأ الأخوان في رحلة إلى دلهي بحثًا عن عمل.
كان سعادت علي خان يعمل لدى رئيس قرية، وعاش في فقر خلال سنته الأولى في دلهي. في تموز من عام 1710، تم توظيفه هو وشقيقه في سربلندخان، وكان فوجدار (قائد الحامية) من كارا مانيبور في براياغراج وجعل خان له ميرمانزيل (مشرف المعسكر). بعد هزيمة وموت عظيم-أوش-شان (صاحب عمل سربلندخان) اعتلى جهان دار شاه عرش المغول ونقل سربلندخان إلى أحمد آباد؛ ليرافقه خان في نوفمبر 1712. بحلول نهاية العام تدهورت العلاقة بين علي خان وسربلندخان. إذ قامت الامطار الغزيرة والرياح العاتية بتدمير مساكن خان. كان على سربلندخان أن يقضي الليلة في عربة ثيران، وانتقد خان لأنه نصب المساكن في مكان غير جيد. خالفه خان واتهمه سربلندخان بالتصرف مثل هافت هازاري (سيد سبعة آلاف جندي).  أجاب سعادت علي خان بأن ذلك كان "نبوءة ميمونة" لمسيرته المهنية فبعد أن انتقل إلى دلهي وأصبح هافت هازاري، سينضم مجددًا إلى خدمة سربلندخان.

## الصعود للبلاط
بتاريخ 12 كانون الثاني 1713 اعتلى فرخسير عرش المغول بمساعدة الأخوة السيد. خلال فترة حكمه استطاع علي خان الوصول إلى دلهي. برعاية محمد جعفر صديق الإمبراطور الجديد فرخسير نجح خان في الحصول على منصب وأصبح قائد فوج ولاء شاهي. ومع وفاة جعفر عام 1716 تم ترك خان دون أي عضد في البلاط الملكي. ففشل في الحصول على أي ترقية في السنوات الثلاث التالية. الى عام 1719 إذ تم عزل فرخسير من قبل الأخوة السيد.
ليتسلم شاه جهان الثاني الحكم، وفي عهده رافق سعادت علي خان سيد حسين علي خان علي (الأخ السيد الأكبر) في حملته ضد مهراجا جاي سينغ الثاني ملك جايبور. حاز حسن الأخلاق خان (رشاقة الأخلاق) ومهارته العسكرية على رعاية سيد حسين علي خان، الشقيق السيد الأصغر. عينه حسين خان فوجدار في هينداون و بايانا في راجستان الحالية بتاريخ 6 أكتوبر 1719 وتولى خان المسؤولية في نوفمبر. راجبوت وجات زاميندار كانا متمردين. بدأ خان في تجنيد المزيد من القوات واقترض من وزير المقاطعة وبمساعدة القوات، انهى خان التمردات في المنطقة مجبراً الزامندارون على الاستسلام. بعد استعادة القانون والنظام في غضون ستة أشهر من تعيينه، تمت ترقية خان إلى رتبة 15 ساديزات (قائد 1500) في الجيش.
بحلول نهاية عام 1719 نشأ احتكاك بين آصف نظام الملك والإخوة السيد. فقرر الحسين علي خان السير إلى الدكن، ووافق حسن علي خان على السير نحو دلهي، وقد غادر الإمبراطور المغولي محمد شاه أيضًا الى الدكن من أغرة. قبل أيام قليلة من بدء الحاكم لرحلته، تم تدبير مؤامرة في المعسكر الملكي لقتل حسين علي خان. وقد كان المتآمر الرئيسي محمد أمين خان توراني (عم نظام الملك).
حول خان ولاءه للمتآمرين، لأسباب غير موثقة في السجلات المعاصرة. وفقًا للمؤرخ أشيربادي لال سريفاستافا كانت "الثروات الدنيوية والقوة" هي الأسباب وراء قرار خان بتغيير الفصائل. أما خافي خان كتب أن سعادت علي خان حرض على الانضمام إلى المؤامرة بسبب غضبه من مقتل الإمبراطور فرخسير. واجتمع المتآمرون بشكل متكرر لوضع الخطوط العريضة لخطة لاغتيال حسين علي خان الذي قُتل في النهاية على يد حيدر بيغ دولت في 8 أكتوبر 1720.
في اليوم التالي عقد محمد شاه دربار ملكي (بلاط ملكي) وكافأ سعادت علي خان والمتآمرين معه أطلق عليه لقب سعدات خان بهادور (سيد الثروة)، وتمت ترقيته إلى 5000 زات و3000 هورس.

## حاكم أكبر آباد
تمت ترقية خان إلى رتبة 6000 زات و5000 هورس وعُين حاكمًا لمقاطعة أكبر أباد (أغرة حاليًا) في 15 أكتوبر 1720 فحصل على لقب برهان الملك وعين نيلكنث نائباً له. عندما وصل إلى أكبر أباد، قرر إخماد نيران تمرد الجات فهزم شعب الجات في ماثورا وباراتبور. الذين كانوا قد فروا إلى حصونهم الطينية على طريق دلهي. فحاصرهم خان، واستولى على أربعة من الحصون. قاتلت قوات نيلكانث ابن زعيم الجات تشورمان في سبتمبر 1721 فقتل نيلكانث في المعركة. وفي أكتوبر قرر سعادت علي خان محاربة كورمان. انشق بادان سينغ وهو ابن أخت شورمان إلى الجانب المغولي. ومع ذلك قام دوران خان بفصل سعادت علي خان من حكم أكبر أباد.

## قيامة أوده
بعد إقالته من أجرة ذهب خان إلى دلهي. وقد تم تعيينه حاكمًا لأوده في 9 أيلول 1722 بعد ازاحة حاكم المقاطعة السابق جيردار بهادور. قام برهان الملك سعادت علي خان بحشد قواته وتجنيد المزيد قبل مسيرته نحو محل حكمه الجديد (أوده). وخلال رحلته مكث في فرخآباد فأعطاه رئيس المدينة الأفغاني محمد خان بانجاش، معلومات حول قوة شيخزاده (مجتمع الذي حكم لكهنؤ). وكان قد نصح خان بأن يصادق كاكوري شيخ أعداء شيخزاده قبل دخوله لكهنؤ فعل خان ذلك، فأبلغه كاكوري عن نقاط القوة والضعف في الشيخزادات. ثم سار نحو لكهنؤ مخيمًا على مشارف المدينة. عبر خان نهر جومتي ليلا ودخل المدينة بصمت بمدفعيته. بعد أن أسقط السيف المعلق على أبواب المدينة وهاجم الشيخزادات عند باب أكبري. في المعركة التي تلت ذلك تمت هزيمة شيخزاده وطُردوا من بانشمالا (قصرهم).
في بداية عهد حاكم أوده سعادت خان، رفض الزميندارات أن يتبعوا لوائح المغول حاول خان حل مشاكل أوده المالية ومشكلات جاكير، وأرسل وكلاءً لتقييم غلة المحاصيل. سرعان ما أدرك أنه باستثناء الزاميندارات لم يرحب أحد (بما في ذلك المسؤولون المحليون) بمخططه؛ حاول وكلاء جاكير منع تنفيذه إذ رأى وجهاء جاكير الى مخططه على أنه محاولة من قبل برهان الملك لتخريب النظام الحالي في جاكير. رداً على ذلك عرض خصمًا على تقييم جاجير الذي دفعه جاجيردارس. سياد غلام علي مؤلف عماد السادات، يسمي هذا النظام بالإجارة. أدى هذا المخطط إلى استقرار الإدارة الإقليمية حيث لم يعد على الجاغيردارس إرسال موظفيهم إلى الحقول؛ أصبح الأميل (المعين من قبل الحاكم) الآن مسؤولين أمامه وكان على المسؤولين المحليين الاتصال بهم مباشرة لحل النزاعات. وهكذا، أنهى خان السلطة الإدارية للجاغير على جاجيرهم.

## الممات
بعد معركة كارنال، وصل خان إلى دلهي في التاسع من آذار، ورحب بكل من الأباطرة في حدائق شاليمار بعد ثمانية أيام. وفي ليلة 19/20 آذار اعتزل منزله وتوفي قبل الفجر بتاريخ 19 آذار 1739. ولا يوجد إجماع بين المؤرخين حول سبب وفاته. وفقًا للمؤرخ أبو القاسم لاهوري، توفي برهان الملك سعادت علي خان خان "من أمراض جسدية". يعتقد هاريشاران داس أنه استسلم لسرطان ظهر في ساقيه. يقول رستم علي، مؤلف تاريخ الهند، إن خان انتحر بشرب السم.

## الخلافة
كان لبرهان الملك سعادت علي خان خمس بنات وليس له أبناء. وزوج ابنته الكبرى محمد مقيم، المعروف باسم صفدر جنك. كانت أخت سعادت خان هي والدة صفدر جنك؛ ووالده: صيادات خان، من نسل قره يوسف. خلف صفدر جنك سعادت علي خان في منصب حاكم أوده. جميع نواب أوده اللاحقين وصولاً إلى واجد علي شاه ينحدرون من خان من خلال ابنته.

## أنظر ايضًا
دولة أوده
نواب أوده
غازي الدين حيدر شاه